# International PowerChair Football Association
L'IPFA ou International PowerChair Football Association est une instance créée en 2005 dans le but de promouvoir le Foot fauteuil à l'échelle internationale.

## Constitution
L'IPFA est initialement constituée par six fédérations nationales de foot fauteuil ou associations. On comptait des représentants du Canada, de la France, du Japon, du Portugal, du Royaume-Uni et des États-Unis. Ils ont été rejoints par la suite par des représentants de la Belgique, du Danemark, de la Guinée-Bissau et de la Suisse de façon plus ou moins ponctuelle. Cette institution a été créée en février 2005 à la suite de nombreuses rencontres entre les dirigeants des fédérations nationales ou d'associations organisant le Foot fauteuil dans leur pays en l'absence de fédération.

## Objectifs
L'IFPA a de nombreux objectifs, dont notamment :
- Se doter d'un statut juridique et sportif fiable et durable
- La création d'une règle unifiée pour tous les États Membres
- L'organisation de rencontres internationales de Foot fauteuil
- L'inscription aux Jeux paralympiques de cette discipline

## Calendrier
- Février 2005 : Création de l'IPFA
- Juin 2005 : Réunion et rencontres des différents membres à Indianapolis (États-Unis)
- Octobre 2005 : Rencontres des équipes des membres et démonstration des différents règlements à Coimbra (Portugal) ; Premiers travaux pour un règlement unifié
- 2007 : Première Coupe du monde de Foot fauteuil au Japon avec un règlement unifié